# Абатство Лессе
49°13′10″ пн. ш. 1°31′44″ зх. д. / 49.21931389° пн. ш. 1.52898889° зх. д.
Абатство Святої Трійці (фр. Abbaye de la Sainte-Trinité) — романська церква бенедиктинського абатства XI століття, розташована в Лессе, Манш, Франція, в Нормандії. Абатство є однією з найважливіших нормандських романських церков і, поряд із Даремським собором, одним із перших прикладів використання ребристого склепіння для покриття хору приблизно в 1098 році. Цей елемент став ключовою рисою готичної архітектури. Абатство було майже зруйноване в 1357 році. Також зруйнований у 1944 році, а потім відновлений.

## Історія

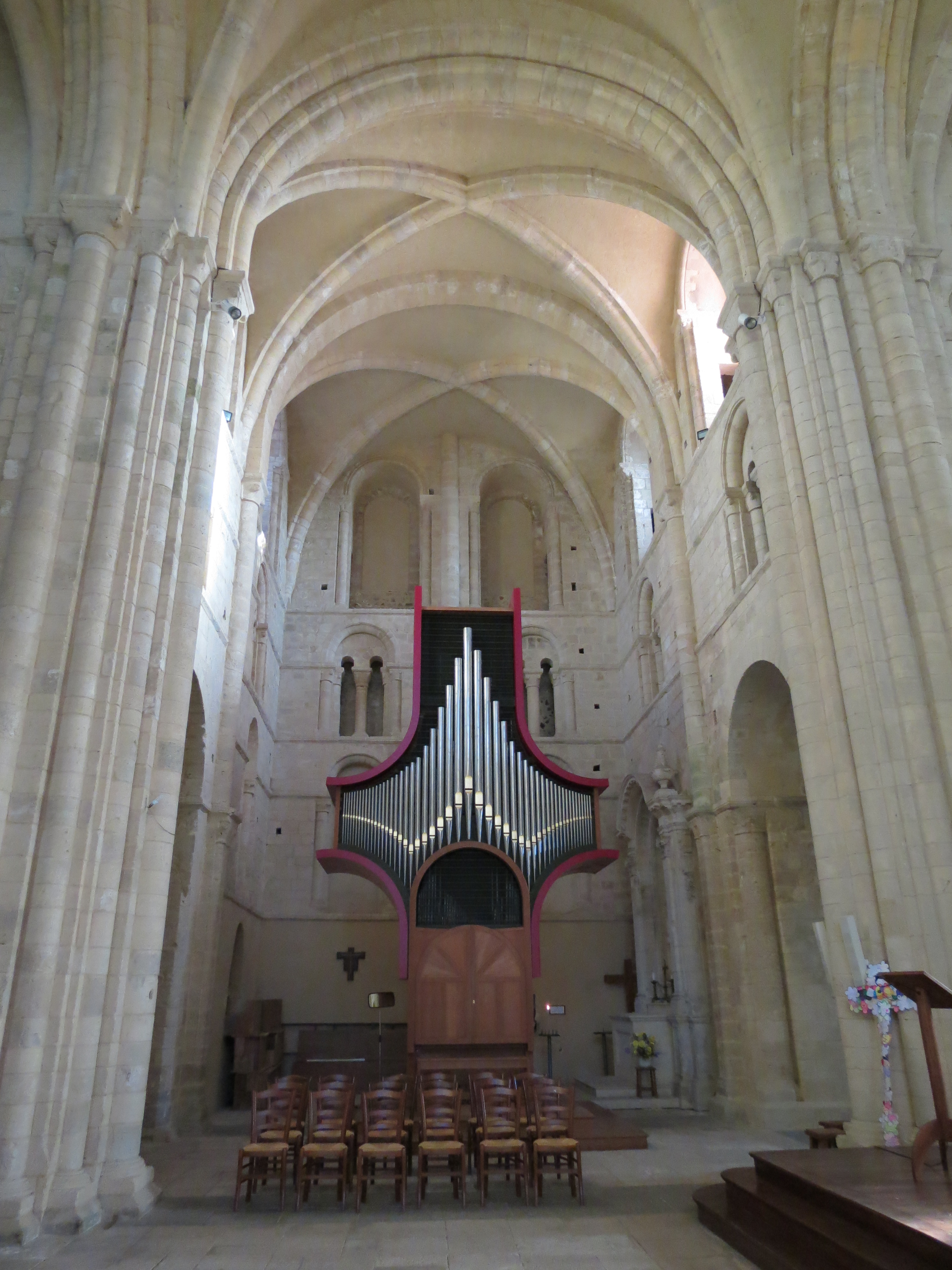
Хрестове склепіння

Бенедиктинське абатство Святої Трійці в Лессе було засновано в 1056 році Турстін Халдупом, бароном Ла Е-дю-Пюї та його дружиною Емма, які передали всі свої володіння в парафії Сент-Опортюн новому монастирю. Ця хартія була підтверджена в 1080 році Eudes au Capel , сином Турстіна та сенешалем Вільгельма Завойовника. Герцог Вільгельм і Джеффрі де Монбрей, єпископ Кутанса, підписали хартію абатства, як і єпископи Кентербері, Йорка, Байє, Вінчестера та Св. Ансельма. Eudes au Capel був похований у хорі абатства Лессе у 1098 році.
Коли архієпископ Руанський, відвідав Лессе у 1250 році, абатство налічувало 36 ченців, мало 1400 ліврів у своїй скарбниці та заборгувало 450 своїм кредиторам. Коли Рігуад знову відвідав монастир у 1266 році, тут було 56 монахів, але військові дії з Королівством Англія спричинили значні складнощі для монастиря.
У 1337 році абат Лессеї побудував парафіяльну церкву, незалежну від абатства, для парафії Сент-Опортюн. У 1423 році монастир подарував містечкам Анневіль-ан-Сер і Болвіль торговий ярмарок.